# Bagursonnahalli, Malur
Bagursonnahalli là một làng thuộc tehsil Malur, huyện Kolar, bang Karnataka, Ấn Độ.